# Casper Mountain
Der Casper Mountain ist ein 2499 m hoher Berg in den nördlichen Laramie Mountains im US-Bundesstaat Wyoming. Er erhebt sich rund 900 m über Casper und den North Platte River. Er liegt rund 7 km nördlich des höheren Muddy Mountain.
Ein Großteil des Casper Mountain ist in Privatbesitz, dennoch es gibt mehrere Kilometer Wanderwege im Gebiet um den Casper Mountain. Nahe dem Gipfel befindet sich das Skigebiet Hogadon, ein im Winter beliebtes Ziel für die Bewohner aus Casper.

## Waldbrände

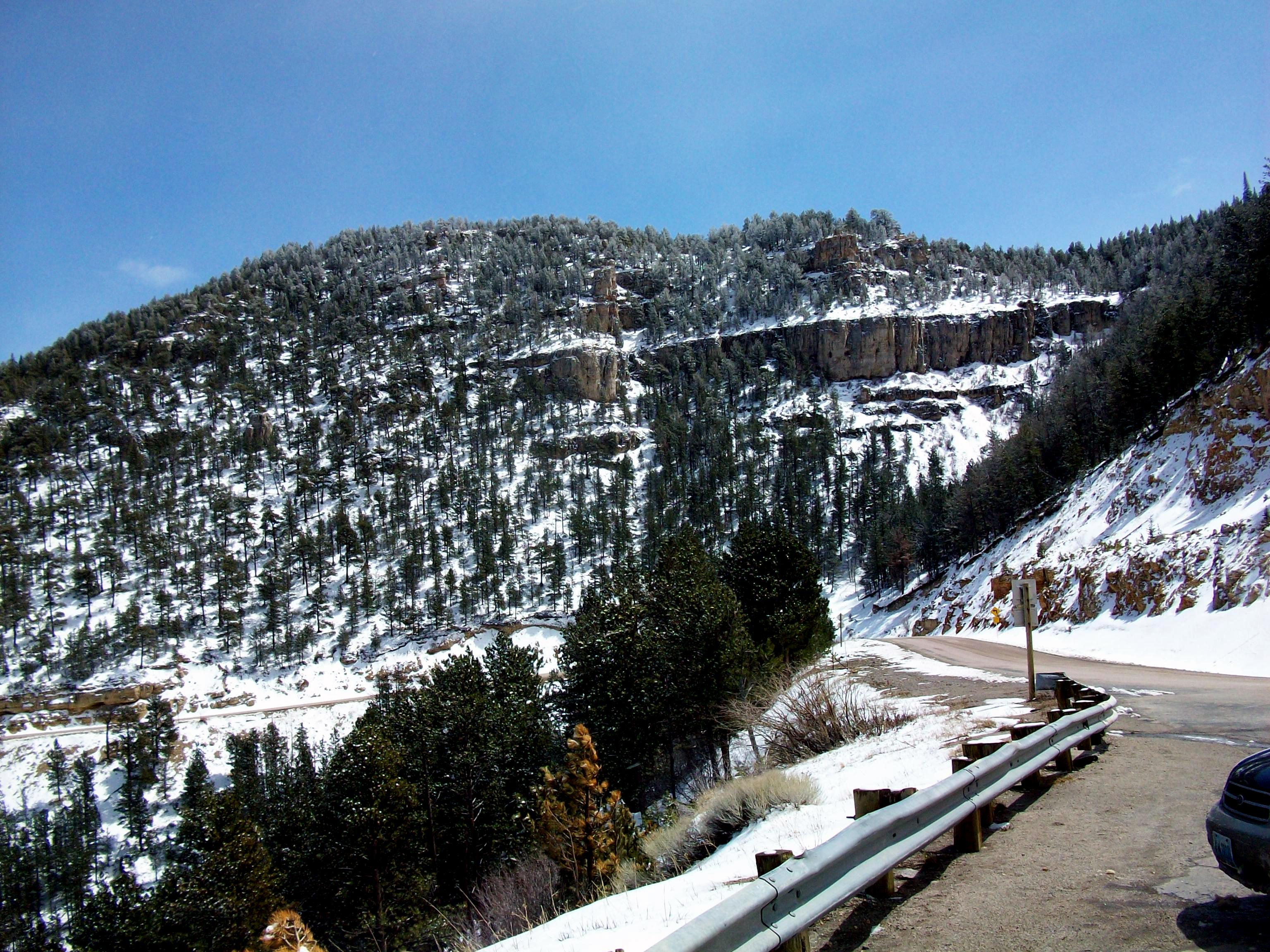
Straße auf den Casper Mountain

Im August 2006 gab es am Casper Mountain einen großen Waldbrand, das Jackson Canyon Fire, wobei rund 40 km² am westlichen Ende des Casper Mountain abbrannten. Im September 2012 brannte das Sheep Herder Complex Fire rund 15.887 Hektar ab, wobei 37 Wohnhäuser und 23 Nebengebäude zerstört wurden. Das Feuer war bis zum 16. September 2012 eingedämmt. Die Brandursache blieb unbekannt. Am 14. Juli 2017 wurde ein kleinerer Brand gemeldet, bei dem keine Schäden an Bauwerken entstanden.

## Belege
1. ↑  Peakbagger: Casper Mountain. Abgerufen am 23. Januar 2021.
2. ↑  Visit Casper Mountain | Camping, Hiking, Biking & Snow sports. Abgerufen am 23. Januar 2021.
3. ↑  The Casper Journal :: Casper's Community Newspaper. 8. Januar 2007, archiviert vom Original am 8. Januar 2007; abgerufen am 23. Januar 2021.  Info: Der Archivlink wurde automatisch eingesetzt und noch nicht geprüft. Bitte prüfe Original- und Archivlink gemäß Anleitung und entferne dann diesen Hinweis.
4. ↑  FOXNews.com - Wyoming Mountain Fire Half Contained. Abgerufen am 23. Januar 2021.